# Cassius Darroux
Pour les articles homonymes, voir Darroux.
 (janvier 2019).
Cassius Darroux est un homme politique dominicais.

## Biographie
Il est ministre des Affaires relatives aux Kalinagos dans le gouvernement de Roosevelt Skerrit depuis 2014.